# António Sardinha
António Maria de Sousa Sardinha (Monforte, 9 de Setembro de 1887 – Elvas, 10 de Janeiro de 1925) foi um político, historiador e poeta português. Destacou-se como ensaísta, polemista e doutrinador, produzindo uma obra que se afirmou como a principal referência doutrinária do Integralismo Lusitano. A sua defesa da instauração de uma monarquia tradicional — orgânica, antiparlamentar ou anticonstitucional e antiliberal — serviu de inspiração a uma influente corrente do pensamento político português da primeira metade do século XX. Apesar de ter falecido prematuramente, conseguiu afirmar-se como referência incontornável dos monárquicos que recusaram condescender com o salazarismo.
Afirmando-se monárquico e patriota, dizia:
Nós não somos patriotas por sermos monárquicos. Somos antes monárquicos por sermos patriotas.
Seus principais inspiradores, ou “pais espirituais”, de acordo com o pensador e político espanhol Ramiro de Maeztu, foram Eça de Queiroz, Guerra Junqueiro, Ramalho Ortigão, Fialho d´Almeida e, “um pouco mais atrás”, Oliveira Martins, Antero de Quental e Camilo Castelo Branco, todos eles “patriotas, tão saturados da grandeza do Reino de Portugal no passado como desesperados de sua pequenez contemporânea”.
Defendia também teses racistas, lamentando a "mistura de gentes" dos Descobrimentos.

## Biografia
António Sardinha foi um adversário da Monarquia da Carta (1834-1910) chegando, no tempo de estudante na Universidade de Coimbra, a defender a implantação de uma república em Portugal. Depois de 5 de Outubro de 1910, durante a Primeira República ficou profundamente desiludido com ela e acabou por se converter ao ideário realista da monarquia orgânica, tradicionalista, antiparlamentar do "Integralismo Lusitano", de que foi um dos mais destacados defensores.
Em 1911 já estava formado em Direito pela respectiva universidade e no final do ano de 1912, escrevia a comunicar a sua «conversão à Monarquia e ao Catolicismo — "as únicas limitações que o homem, sem perda de dignidade e orgulho, pode ainda aceitar". E abençoava "esta República trágico-cómica que (o vacinara) a tempo pela lição da experiência…".
Imediatamente juntou-se a Hipólito Raposo, Alberto de Monsaraz, Luís de Almeida Braga e Pequito Rebelo, para fundar a revista Nação Portuguesa, publicação de filosofia política, a partir da qual foi lançado o referido movimento monárquico do Integralismo Lusitano.
António Sardinha, de acordo com Fernando de Aguiar, fora trazido por Hipólito Raposo “à conversão, à Fé, à Tradição, ao municipalismo donde caminharia para a Monarquia, popular e descentralizadora, realenga e representativa dos povos”.
A lusitana antiga liberdade do verso de Luís de Camões era uma referência dos integralistas, tendo no municipalismo e no sindicalismo duas palavras-chave de um ideário político que não dispensava o Rei, entendido como o Procurador do Povo e o melhor garante e defensor das liberdades republicanas.
António Sardinha era anti-maçónico e anti-iberista, em 1915, tendo feito na Liga Naval de Lisboa uma conferência onde alertava para o perigo de uma absorção de Portugal por Espanha. Em vez da fusão dos estados desses dois países, propunha uma forte ligação entre todos os povos hispânicos, a lançar por intermédio de uma aliança entre eles, reconduzidos à monarquia. A Aliança Peninsular seria, na sua perspectiva, o ponto de partida para a constituição de uma ampla Comunidade Hispânica (dos povos de língua portuguesa e espanhola), a base mais firme onde assentaria a sobrevivência da civilização ocidental.
Durante o breve consulado de Sidónio Pais, foi eleito deputado na lista da minoria monárquica.
Após o assassinato desse presidente da República, em 1919, exilou-se em Espanha após participar na fracassada tentativa restauracionista de Monsanto e na Monarquia do Norte.
Ao regressar a Portugal, 27 meses depois, tornou-se director do diário A Monarquia. Também colaborou no quinzenário A Farça (1909-1910), na revista Homens Livres (1923) e, ainda, na revista Lusitânia (1924-1927) até ao ano da sua morte.
António Sardinha morreu jovem, com apenas 37 anos.

### Homenagem
Em 1927 a Câmara Municipal de Elvas promoveu em honra da memória de António Sardinha a instalação de uma lápide inscrustada no Aqueduto da Amoreira, desenhada pelo arquitecto Raúl Lino com a inscrição: A António Sardinha, bom Português, pelo muito que amou e serviu Elvas.

## Obras
Auxiliado por Eugénio de Castro, publicou os primeiros poemas quando tinha apenas 15 anos.
Obras poéticas, entre outras:
- Tronco Reverdecido (1910)
- A Epopeia da Planície (1915)
- Quando as Nascentes Despertam (1821)
- Na Corte da Saudade (1922)
- Chuva da Tarde (1923)
- Era uma Vez um Menino (1926)[11]
- O Roubo da Europa (1931)
- Pequena Casa Lusitana (1937)

Estudos e Ensaios, entre outros:
- O Sentido Nacional de Uma Existência/ António Thomaz Pires e o Integrismo Lusitano (1914)[4]
- O Valor da Raça (1915)
- A questão ibérica de António Sardinha, edição: Almeida, Miranda & Sousa (obra digitalizada) (1916)
- O pan-hispanismo (1922)[12]
- Ao Princípio Era o Verbo (1924)[13][4]
- A Teoria das Cortes Gerais (1924)
- Ao Ritmo da Ampulheta (1925)[14]
- A Aliança Peninsular (1925)[15]
- Na feira dos mitos (1926)[16]
- Durante a fogueira (1927)[17][4]
- Á sombra dos pórticos (1927)[18]
- Da Hera nas Colunas (1928)[19]
- Purgatório das idéias: Ensaios de crítica (1929)
- De Vita et Moribus: Casos & Almas (1931)
- A prol do comum (1934)[20]
- Processo dum Rei (1937)
- Glossário dos tempos (1942)[21]
- À lareira de Castela (1943)[22]